# Papež Pij V.
Papež Pij V. OP, rojen kot Antonio (Michele) Ghislieri, italijanski rimskokatoliški duhovnik, škof in kardinal, * 17. januar 1504, Bosco Marengo (Alessandria, Vojvodina Milano; danes: Italija); † 1. maj 1572 Rim (Papeška država, danes: Italija).

## Življenjepis

### Cerkvene službe
Antonio Ghislieri se je rodil v Bosco Marengo (takrat samo Bosco) pri Alessandriji, škofija Tortona, Lombardijain sicer dne 17. januarja 1504;  oče je bil obubožani plemič Paolo Ghislieri, mati pa Domenica Augeria; rodovino zasledimo tukaj od 14. stoletja. Bistroumni deček je moral za preživljanje pasti krave, nato bi se moral ukvarjati z obrtjo; v šolo pa je hodil v domačem kraju; družinski prijatelj Bastone mu je končno omogočil, da se je skupaj z njegovim sinom vpisal kot štirinajstleten mladenič v dominikanski zavod S. Maria della Pietà v Vogheri. Noviciatsko leto je preživel v S. Pietro Martire v Vigevanu, ter tukaj 18. maja 1521 izrekel zaobljube pod imenom Michele. Na Bolonjski univerzi je dopolnil svoje znanje in omiko, a 1528 ga je v Genovi posvetil za duhovnika škof Innocenzo Cibo. 

Postal je predavatelj bogoslovja in modroslovja v dominikanskem zavodu v Paviji in tudi po drugih dominikanskih zavodih. V teh letih je bil magister (=učitelj) novincev; postal je tudi prior (=redovniški predstojnik) v Vigevanu in drugod; v Albi je poleg tega proti svoji volji postal spovednik dominikank pri S. Maria Maddalena in je v vojnih zdrahah obvaroval samostan pred uničenjem. V samostanih si je prizadeval okrepiti meniško življenje in udejanjati ustanovnikov duh; v tem je sam dajal dober zgled: postil se je, se pokoril in večkrat prebil noč v molitvi; govoril je malo, pa še takrat o Božjih rečeh.

Fra Mihael je pridigal postne pridige po dominikanskih pokrajinskih zborovanjih in je postal razsodnik v sporih. Bil je tudi spovednik milanskega upravnika Alfonza d'Avalosa . 

11. oktobra 1546 je postal izsledniški ravnatelj in pooblaščenec rimske inkvizicije za mesto in škofijo Pavia. 4. septembra 1556 je bil imenovan za škofa v Sutri e Nepi, 15. marca 1557 je oblekel škrlat, 14. decembra 1558 pa je postal veliki inkvizitor Rimske Cerkve, a 1560 škof v Mondoviju. 

S Pijem IV. si nista bila v najboljših odnosih, ker mu je očital posvetno življenje, ter je v tem videl omejevanje svojega delokroga in dosledno izvajanje načel Tridentinuma. Ko je papež hotel svojega trinajstletnega nečaka Ferdinanda povišati v kardinalski zbor, mu je javno oporekal. Uspešno je zavrnil tudi načrt svetorimskega cesarja Maksimilijana, ki je hotel odpraviti duhovniški celibat.   

## Papež
Izvolitev za papeža 7. januarja 1566 je presenetila vse; nihče namreč ni pričakoval, da bo nečak Pija IV. nagovoril svojo stranko, naj voli Ghislierija. 17. januarja je bil ustoličen in kronan; odpovedal je razkošni banket ob kronanju, ki je bil pripravljen navadno za odlične goste – pa je pohujševala reveže; ta denar je raje podelil ubožnim samostanom. Takoj je odpravil tudi metanje denarja med zbrano množico, kar je imelo v gneči večkrat usodne posledice; v renesansi so namreč to razvado rimskih cesarjev prevzeli tudi papeži. Zapovedal je torej, naj prek župnikov podelijo denar neposredno ogroženim družinam. 

### Protireformacijainkatoliška obnova
On je prvi papež katoliške obnove in protireformacije – teh dveh vzporednih dogajanj Tridentinskega koncila, ki sta delovali za obnovo cerkvenega življenja in utrditev dogmatičnega nauka. Poglavitno nalogo svojega papeževanja je videl v temeljiti prenovi Cerkve po smernicah tridentinskega koncila. 
V kardinalski zbor je vključil več škofov, ki so sloveli po svojih prizadevanjih za prenovo Cerkve.
Strogo je nastopil proti nepotizmu, proti podkupljivosti in drugim zlorabam v rimski kuriji, zlasti proti kopičenju cerkvenih služb in nadarbin v eni osebi. Ustanovil je kardinalske kongregacije za razlago in izvajanje tridentinskih dokumentov, za posvetovanje s škofi, za misijone in za ohranjanje prave vere. 1566 je izdal Katekizem, 1568 Brevir in 1570 prenovljeni Rimski misal. Zahteval je, da v vseh škofijah redno sklicujejo sinode; ostro je nastopil zoper duhovnike, ki se niso držali celibata; škofe je ponovno opozarjal, naj bivajo v svojih škofijah in osebno vodijo dušno pastirstvo; redovnikom je ukazal, naj dosledno upoštevajo določila glede discipline in klavzure. Sv. Tomaža Akvinskega je 1567 razglasil za cerkvenega učitelja in dal natisniti njegova dela. V bogoslovjih je ukazal poučevati v njegovem duhu. Prizadevanja Pija V. za prenovo so obenem krepila moč in pomen papeštva v Cerkvi in v svetu sploh. 

### Lepantska bitka
Prvo leto svojega vladanja je papež razglasil sveto leto, da bi si z molitvijo, pokoro in miloščino izprosili zmago. Podpiral je malteške viteze, pošiljal denar za utrditev svobodnih italijanskih mest, mesečno denarno podpiral ogrske kristjane. 1567 je v ta namen zahteval od vseh samostanov in cerkvenih ustanov desetino za obrambo krščanstva.
  
Ko je Sulejman II. napadel Ciper in ga po junaški obrambi zasedel, se je papež še bolj zavzemal za skupno obrambo pred Turki, za sveto zvezo proti osvajajočim muslimanom; uspelo mu je povezati Papeško državo z Benetkami in Španijo. Veliko je pripomogel k zmagi krščanske vojske nad Turki v pomorski bitki pri Lepantu dne 7. oktobra 1571. Tega dne je bil ravno pri zborovanju s kardinali, ko je nenadoma prekinil delo, odprl okno in zaklical: »Pustimo delo; naša velika naloga sedaj je zahvala Bogu za zmago, ki jo je podelil krščanski vojski.« Pravijo, da je imel papež ob tistem času videnje zmage in je vzkliknil: »Ura je dvanajst, zvonite zvonovi, zmagali smo pri Lepantu!« Od tega dneva zvonijo zvonovi vsak dan opoldne.  
Te zmage med seboj stalno se prepirajoči zavezniki niso izkoristili, kot je papež svetoval in upal, z osvoboditvijo Carigrada in Svetega groba v Jeruzalemu, ampak so se posvetili popravljanju poškodovanih ladij v eni največjih pomorskih bitk. Naslednje leto, 7. oktobra 1572, so proslavljali v krščanskem svetu obletnico zmage pri Lepantu z uvedbo praznika za vso Cerkev »Naše Gospe Zmagovalke«, ki ga je Gregor XIII. preimenoval v praznik Rožnovenske Matere Božje ter ga postavil na prvo nedeljo v oktobru. Turška pomorska moč pa je bila tokrat tako temeljito poražena, da si ni več opomogla. 

### Politično in pastoralno delovanje
Njegovi odločni nastopi proti državnemu cerkvenstvu v Španiji so mu nakopali hude nasprotnike. Zavzel se je za preganjano in zaprto škotsko kraljico Marijo Škotsko, ki so jo priznavali zlasti katoličani, in ji pisal tolažilno pismo v ječo. Izobčenje angleške kraljice Elizabete ter njena odstavitev 1570 zaradi herezije je bila zadnji primer, da je papež odstavil vladarja; postala pa je usodna za angleške katoličane, ki jih je Elizabeta začela neusmiljeno preganjati in moriti. Po svojem odposlancu je Pij V. na državnem dvoru v Augsburgu 1566 vendarle dosegel, da so sklepe tridentinskega koncila sprejeli cesar in katoliški deželni stanovi. Po koncilskih smernicah so v Nemčiji izvedli več vizitacij in pokrajinskih sinod.  

### V boju zoper herezijo
1. oktobra 1567 je Pij obsodil z bulo Ex omnibus afflictionibus okrog 70 stavkov iz del teologa in biblicista Bajusa, brez omembe imena tega profesorja na Lovainski univerzi. Bule ni objavil, ampak sporočil vsebino prizadetemu; Bajus se je najprej podvrgel, potem pa zopet zoperstavljal.

Med svojim pontifikatom je Rim »očistil« od hotništva in kakršnekoli vrste libertinskega življenja. Postopki, ki jih je uvedla inkvizicija za izkoreninjenje takoimenovane »heretične kuge«, so bili številni in surovi; 1570 je bil sežgan na grmadi Pietro Carnesecchi  in Antonio Paleario. 

Vsekakor je navzočnost drugoverskih in uporniških skupin dosegla, da je papež posredoval bolj previdno in počasi, kot pa si je želel. Savojski vojvoda je na primer že oktobra 1566 posrečeno izrazil svoje uravnovešeno stališče:
»Drugo je biti v Rimu daleč od zased, drugo pa biti sredi med njimi. Dobro se zavedam, da je potrpljenje s heretiki pogubna zadeva; ne smemo pa se varati: vseh po mojem tako ne moremo kaznovati, če pa zažgemo nekatere, to spodžiga druge h krutemu maščevanju.«. Sam Pij pa je na inkvizicijo polagal veliko važnost, ter je sam osebno nadaljeval vodenje in ponovno odpiranje vseh postopkov; tako je po temeljitem preučevanju lahko ugotovil, da so priče preslepile papeža Pija IV. v zvezi s smrtno obsodbo Karla Carafa in drugih Pavlovih nečakov, in jo je razveljavil. To je med drugim tudi razglasil v buli Inter multiplices curas z dne 21. decembra 1566. 

### Pij V. in Slovenci
Po naročilu Pija V. naj bi benediktinski opat iz Možaca Jernej Porcia opravil vizitacijo v avstrijskem delu oglejskega patriarhata, vendar se je moral omejiti samo na Goriško. 

## Dela
- Pii V. Bullae v: Bullarium

- 11. aprila 1567 je Pij V. podelil naslov cerkvenega učitelja Tomažu Akvinskemu [18]. 1568 je podelil enak naslov štirim očetom Vzhodne Cerkve: svetemu Atanaziju [19], svetemu Baziliju [20], svetemu Janezu Zlatoustemu [21] ter svetemu Gregorju Nazijanškemu [22]. [23]
- 1566 je začel graditi dominikanski zavod »Svetega križa in Vseh svetnikov« v Bosco Marengu, ki naj bi postal središče novonastalega mesta, pa tudi kraj njegovega pokopa.
- 1567 je utemeljil dobrodelno ustanovo za pridne študente, »Collegio Ghislieri«, ki od tedaj prek javnega natečaja sprejema najboljše študente na Univerzo v Paviji.
- Med njegovimi bulami zavzema prvo mesto In coena Domini (1568). Med drugimi njegovimi odloki najbolj označujejo njegovo papeževanje: prepoved beračneja (februar 1567 in januar 1570); obsodba louvainskega heretičnega profesorja Baiusa (1567); prijava dirum nefas [24](avgust 1568); bula Hebraeorum gens, s katero je izgnal jude zaradi oderuštva skoraj iz vseh krajev Papeške države (1569); potrditev predpravic Società dei crociati za zaščito inkvizicije (oktobra 1570); prepoved razpravljanja o členu vere o Brezmadežnem spočetju (november 1570); zatrtje fratres humiliati (ponižnih bratcev), ki jih je obtožil sprijenosti (februar 1571); potrditev novega oficija v čast Devici Mariji (marca 1571). [13]
- Z veliko zavzetostjo se je lotil prenove rimskega klera; ustanovil je komisijo in predpisal z odlokom z dne 30. oktobra 1566 smernice za pravo duhovniško življenje. Za nadzor duhovščine je imenoval vizitatorje, ki so bili zelo strogi: mnogo nevrednih duhovnikov je oddaljil iz dušnega pastirstva, škofe-pohajače pa prisilil na bivanje v domači škofiji (držanje rezidence). Krščanski nauk je bil poenoten s prenovljenim katekizmom, brevirjem in misalom. Za pregledano znanstveno izdajo Vulgate je imenoval komisijo kardinalov in sklical učenjake iz vseh dežel. 1571 je ustanovil Congregatio Index librorum prohibitorum[25]; predpisal je redno sklicevanje škofijskih sinod za poglobitev in udejanjanje koncilskih odlokov. Za versko, nravno in znanstveno izobrazbo bodočih duhovnikov je utemeljil semenišča, pa tudi nove redove, kot 1572 Fatebenefratelli. [26]
- Penitenciarijo je najprej odpravil, nato obnovil z manjšimi pristojnostmi glede zakonskih spregledov in nepravilnosti z bulama In omnibus rebus ter Ut bonus z dne 18. maja 1569. Sveti oficij pe je dobil širša pooblastila. Sveti oficij pa je dobil večja pooblastila z bulo Admonet nos z dne 29. marca 1569; razglaša neodtujljivost cerkvenega premoženja – s tem spodreže korenine »velikega nepotizma«, ki so ga uvedli renesančni papeži. 1572 je ustanovil Kongregacijo škofov.
- Novembra 1566 je nekatere veje beraških redov odpravil in jih zedinil z minoriti. Vsem je ukazal z bulo Regularium personarum z dne 24. decembra 1566  klavzuro, skupno korno molitev in slovesne zaobljube; prepovedal je pohajanje ter prehajanje iz samostana v samostan. Z bulo Cum sicut z dne 15. junija 1567 je zažugal s kaznimi neizvajanje koncilskih smernic.
- Decembra 1569 je vzel opatijo S. Croce a Fontevallana avelanitom in jo izročil kalmaldolejcem. 1571 je zatr red umiliati (ponižni); nekateri člani so bili obtoženi za napad na Karla Boromejskega, njihovega kardinala-zavetnika in prenovitelja.

### Bule in odloki
1. Supra gregem Dominicum z dne 8. marca 1966 – navodilo zdravnikom, da spodbujajo bolnike na opravljanje svete spovedi in prejem drugih zakramentov za umirajoče;
2. Odlok z dne 30. oktobra 1566, s katerim določa smernice za duhovniško življenje;
3. Inter multiplices curas - motuproprij z dne 21. decembra 1566, slovesno zapoveduje, da se je treba zvesto držati predpisov o zavračanju protestantizma, ki jih je 15. februarja 1559 objavil Pavel IV.
4. Regularium personarum z dne 24 decembra 1566 ukazuje nekaterim vejam beraških redov klavzuro, skupno korno molitev in združenje z minoriti;
5. Admonet nos z dne 29. marca 1567 – ta bula prepoveduje odtujitev cerkvene posesti in s tem odpravlja veliki nepotizem;
6. Bula z dne 11. aprila 1567, s katero povzdigne svetega Tomaža Akvinskega  za cerkvenega učitelja, njegov nauk pa za osnovo filozofskih in teoloških študijev;
7. Cum sicut z dne 15. junija 1567 – s to bulo pod grožnjo s kaznimi zahteva uveljavitev tridentinske prenove;
8. De salute gregis dominici z dne 1. novembra 1567; v tej buli prepoveduje bikoborbe in njihovo gledanje pod kaznijo izobčenja in odrekanja cerkvenega pogreba;
9. Ex omnibus afflictionibus z dne 1. oktobra 1568 obsoja zmote, ki jih učijo Lelio in Fausto Socini kakor tudi Baius brez omembe imen; slednji se je razsodbi podvrgel;
10. In coena Domini z dne 10. aprila 1568 – na Veliki četrtek; v tej buli pod kaznijo izobčenja prepoveduje sklicevanje na koncil zoper papeža;
11. Hebraeorum gens z dne 4. marca 1569; s to bulo izžene jude iz Papeške države, razen Rima, Ancone in Venaissina, češ da z oderuškimi obrestmi ropajo premoženje kristjanov;
12. In omnibus rebus ter Ut bonus z dne 18. maja 1569 – s tema bulama papež ukine in nato omeji pristojnosti Penitencierije glede zakonskih spregledov in nepravilnosti;
13. Consueverunt Romani z dne 17. septembra 1569; s to bulo podeli odpustke za molitev Rožnega venca;
14. Regnans in Excelsis z dne 25. februarja 1570 – izobčenje kraljice Elizabete zaradi herezije;
15. Quo primum tempore z dne 14. julija 1570; s to apostolsko konstitucijo uvaja tridentinsko mašo in bogoslužje ter razglaša prenovljeni in poenoteni Rimski misal;
16. Super speculam Domini z dne 30. novembra 1570; s to bulo zaradi pohujšanja in nemirov prepoveduje javne razprave v domačem jeziku glede verskega nauka o Marijinem brezmadežnem spočetju, a da se do njega ni opredelil; [27]
17. Exponi nobis nuper z dne 25. julija 1571: ustanovitev Univerze v Limi z enakimi privilegiji kot jih je imela Univerza v Salamanci

## Smrt in češčenje

### Bolezen in smrt
Pij V. je trpel za povečanjem prostate; iz sramežljivosti ni hotel dopustiti pregleda. Po drugih virih pa je imel rak prostate, v kar se je povečanje najbrž izrodilo; zaradi katerega je umrl 1. maja 1572 v Rimu, star 68 let. Umirajoč je dejal kardinalom zbranim okrog njegove smrtne postelje: 
»Priporočam vam sveto Cerkev, ki sem jo tako ljubil! Prizadevajte si izbrati gorečega naslednika, ki bo iskal samo Gospodovo slavo, ki ne bo imel nobenih drugih namenov kot je čast Apostolskega sedeža in blaginja krščanstva.« 
Pokopali so ga najprej v Baziliki sv. Petra, pozneje pa v kapeli v cerkvi Marije Snežne, kjer njegovi posmrtni ostnaki počivajo v stekleni krsti še danes. 

### Češčenje
Ljudstvo ga je začelo častiti že takoj po smrti. 
Večinoma ga upodabljajo v belem dominikanskem oblačilu, pogosto tudi v papeškem ornatu z rožnim vencem v roki in misalom. Na vseh upodobitvah in portretih ima brado. Njegov razpoznavni znak je tiara, papeška čepica (takrat je bila baržunasto rdeča) in škofovska dušnopastirska palica.
Za blaženega ga je razglasil Klemen X. dne 1. maja 1672, za svetnika pa Klemen XI. dne 22. maja 1712. Goduje 30. aprila, a prej je godoval 5. maja. 

### Ocena
- Antonio Michele Ghislieri, dominikanski redovnik, je že kot škof in kardinal izvrševal zelo odgovorne naloge v Cerkvi. Ko je postal papež z imenom Pij V., je deloval za obnovo Cerkve na vseh področjih, po smernicah, ki jih je začrtal Tridentinski koncil. Objavil je prenovljeno izdajo misala, brevirja in katekizma, ki ga imenujemo tudi katekizem svetega Pija V in je bil v veljavi vse do Drugega vatikanskega vesoljnega cerkvenega zbora. Z veliko pobožnostjo in apostolsko gorečnostjo je utrjeval Božje češčenje, krščanski nauk in cerkveno disciplino, kakor tudi prispeval k širjenju katoliške vere v misijonih.
- Z vsemi sredstvi si je prizadeval poboljšati nravnost ljudstva z izdajanjem bul, s kaznovanjem beračenja, prepovedovanjem razbrzdanosti in pustovanja, z obsojanjem hotnikov in skrunilcev prazničnih dni. Za preklinjevalce so bile predvidene denarne in telesne kazni; dosledno je branil zakonsko zvezo in nalagal kazni prešuštnikom. Omejil je stroške papeškega dvora, prepovedal škofom pohajanje in jim zapovedal bivanje v škofiji; potrdil in prenovil je tudi pomembne obredne in molitvene knjige. Njegove odločitve so imele izreden pomen: okrepil je orodja protireformacije za boj s herezijo in protestantizmom ter je dal nov zagon rimski inkviziciji.
- Odločen in pošten, Piedmončan ves iz enega kosa, je bil neizprosen nasprotnik nepotizma. Številnim svojim sorodnikom, ki so po nepričakovani izvolitvi navalili v Rim v upanju, da bodo dobili kako predpravico ali gospodarsko ugodnost, je Pij V. dejal, da se smatra papeževega sorodnika zadosti bogatega, če ne pozna revščine. [23]
- Veliki papež sveti Pij V. spada med največje slave Piedmonta. Da bi se zoperstavil razširjeni nenravnosti med rimskim ljudstvom, je pontifik kaznoval beračenje in preklinjanje, prepovedal bikoborbe in pustna praznovanja, izgnal iz Rima številne hotnice oziroma prostitutke. Da bi obvaroval katoličane judovskega oderuštva, jih je pregnal v posebne mestne predele. Čeprav ni imel kake posebne nadarjenosti za državno upravo, ni zanemarjal blaginje svojih podložnikov: gradil je nove ceste in vodovode, podpiral poljedelstvo z ugodnostmi, popravljal obrambne trdnjave in posvečal posebno skrb bolnišnicam. Istočasno z deli za javno upravo je Pij V. z velikim poletom deloval na področju obrambe čistosti vere. S temi svojimi dejanji je izkazal svojo voljo ohranjati v najvišji stopni celovitost vere in braniti Cerkev pred nasprotniki in herezijami; zavedal se je, da bo doživljal v svojem delovanju surova nasprotovanja; njegova neizprosnost in gorečnost sta mu nakopali mnogo sovražnikov po celi Evropi in zunaj nje. Njegovo smrt so v Carigradu tri dni proslavljali – saj so se bolj bali njegovih molitev kot krščanskih ladij. Nič čudnega, da so njegovo osebnost napadale trudi prostaške rimske paskvinate,[30] saj je na smrtno kazen obsodil tiste, ki so zavajali v hotništvo [31]

#### Angelus nemorosus
Malahijeva prerokba pravi o njem, da je Gozdnati angel (latinsko Angelus nemorosus; angleško Angel of the grove). Temu sledi razlaga: Imenoval se je Mihael, rojen v mestu Bosco. Pij V. se je rodil v kraju Bosco, v Piedmontu; krajevno ime pomeni v piedmontskem narečju, ki ga danes imenujejo jezik, gozd, gaj, goščavo, gošo. Najbolj znana osebnost s tem priimkom je Janez Bosko (Giovanni Bosco, 1815–1888). Papeževo ime je bilo 'Anton Mihael Ghislieri', a Mihael se nanaša na nadangela Mihaela. O'Brien tukaj pripominja, da mnogo prerokb, ki vsebujejo besedne igre, uporablja italijanske besede, tudi narečne, ki jih Lignum vitae posebej ne razlaga..

## Slikovna zbirka
- Pulzone, ok. 1578: Portret sv. Pija V.
- Le Gros: Rezbarija s podobo Pija V.
- Papež sveti Pij V. je imel videnje Bitke pri Lepantu dne 7. oktobra 1571
- Pij V.  je po Lepantski bitki uvedel praznik Marije Zmagovalke
- Alegorija Evharistije s Pijem V.
- Grobnica Pija V. v Rimu
- Cerkev v čast sv. Piju V. v Dęblinu (Lublinsko vojvodstvo na Poljskem